# AD4üm-62

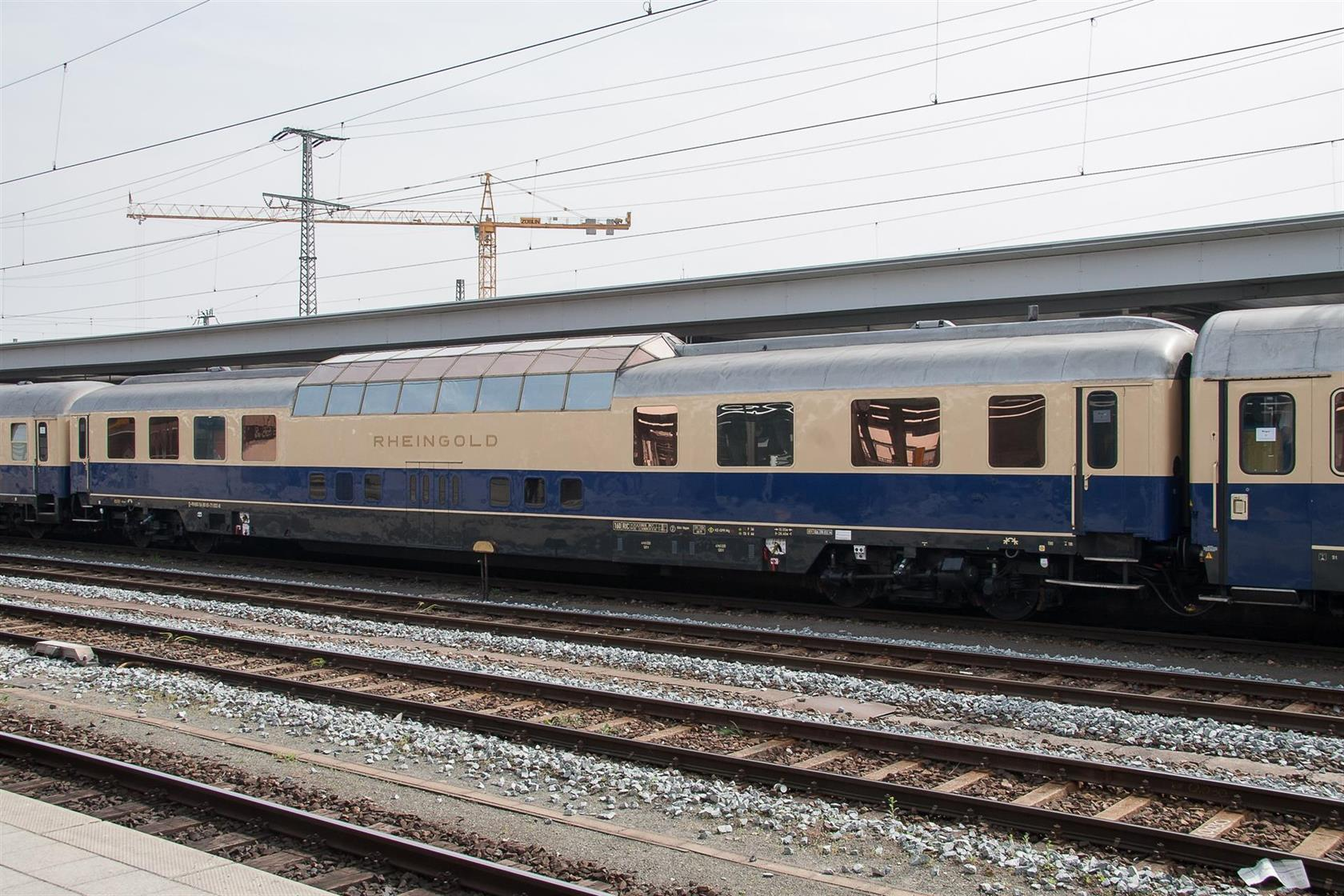
Rheingold-Ausführung mit acht Panoramafenstern in der bis Mitte der 1960er Jahre verwendeten Originallackierung

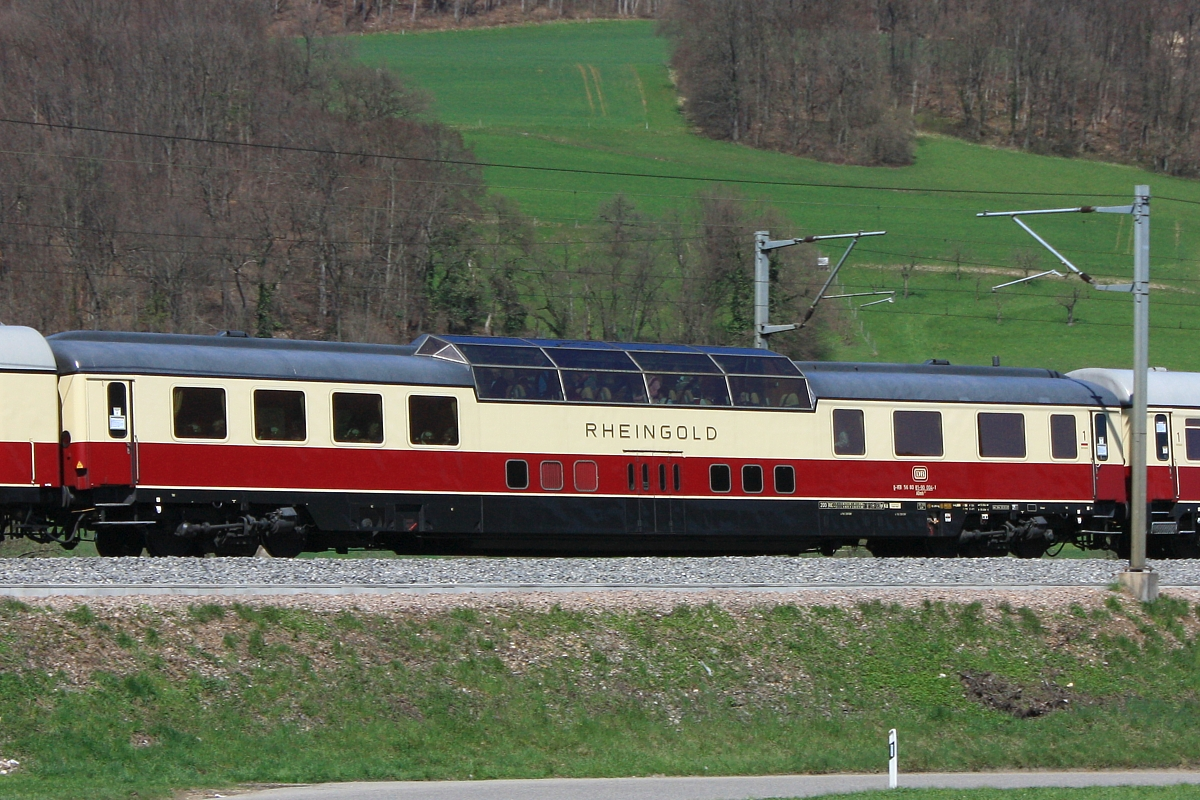
Rheinpfeil-Ausführung mit vier Panoramafenstern in der nachträglich eingeführten TEE-Lackierung

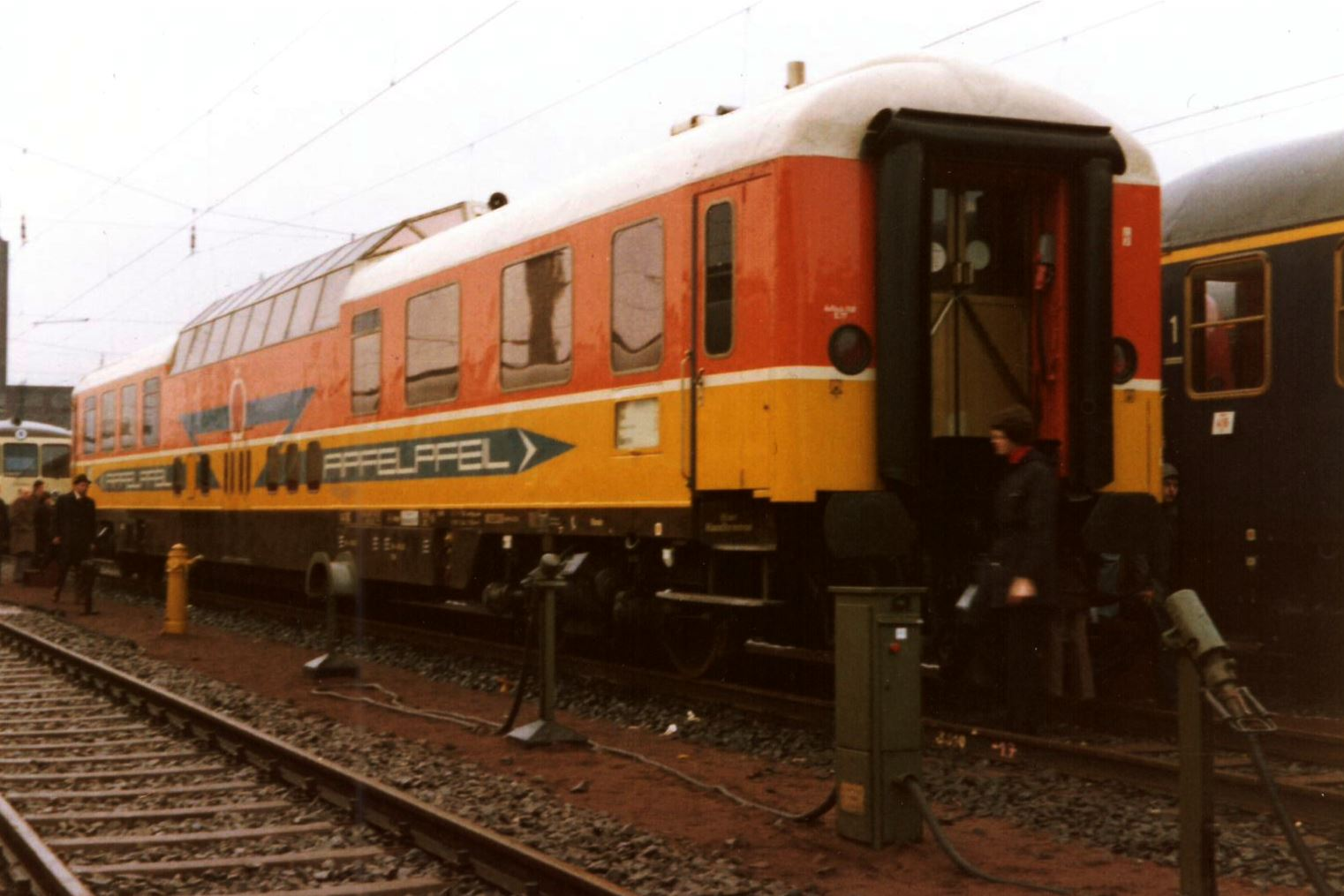
Im Apfelpfeil-Farbschema, ausgestellt in Köln am 16. April 1978

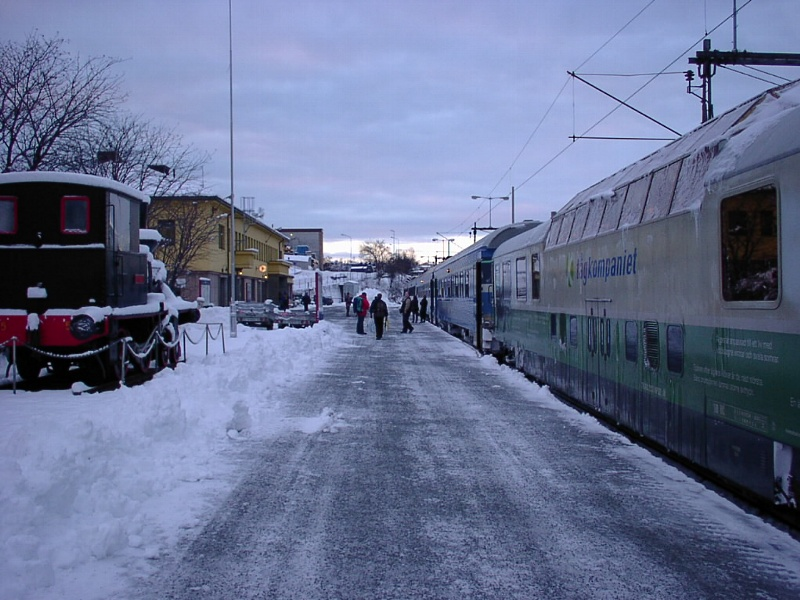
Im Tågkompaniet-Design, 2002

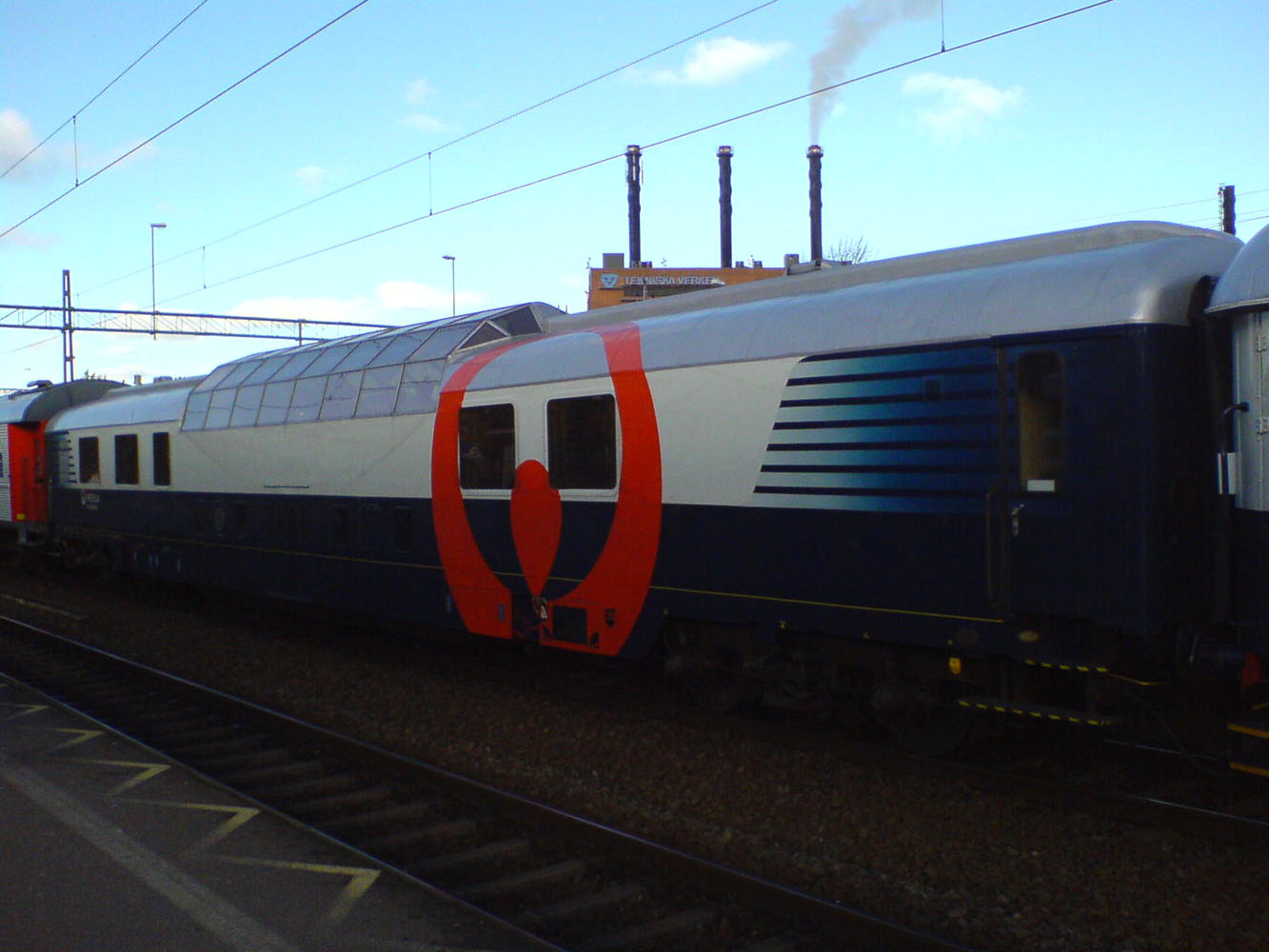
Im Netrail-Design, 2009

Luxon-Wagen von RailAdventure, 2019

AD4üm-62 beziehungsweise AD4üm-63 (ab 1966: ADümh101, ab 1976: ADmh101) waren bei der Deutschen Bundesbahn (DB) die Gattungsbezeichnungen für einen luxuriösen Reisezugwagen, einen Aussichtswagen im Stil der US-amerikanischen Domecars. Von ihnen wurden nur fünf Stück gebaut, die alle erhalten geblieben sind.

## Geschichte
Für den Fernschnellzug (F) Rheingold, der ausschließlich die 1. Klasse führte, beschaffte die DB 1962 bei Wegmann aus Kassel neue, besonders komfortable Wagen. Darunter befanden sich auch drei Aussichtswagen der Gattung AD4üm-62, sie trugen die Nummern 10551 bis 10553. Davon wurden zwei für die beiden regulären Umläufe benötigt, der dritte diente als Reserve.
1963 wurden für den Rheinpfeil die beiden nahezu baugleichen Wagen 10554 und 10555 in Betrieb genommen. Diese waren äußerlich an den nur noch vier statt acht und dafür doppelt so breiten Fenstern im Panoramaabteil erkennbar, was es erlaubte, die Zahl der Fensterstege zu halbieren. Sie hatten die abweichende Gattungsbezeichnung AD4üm-63, außerdem trugen sie ursprünglich statt des Rheingold-Schriftzuges die Anschrift „Deutsche Bundesbahn“. 1965 wurden beide Züge zu Trans-Europ-Express-Zügen (TEE) heraufgestuft.
Der fahrplanmäßige Einsatz der Aussichtswagen bei der DB endete 1976, an ihrer Stelle wurden Barwagen ARDmh105 eingesetzt. Alle fünf Aussichtswagen wurden an den Reiseveranstalter Internationale Apfelpfeil-Organisation (IAO) verkauft. Die IAO baute die Drehgestelle um und verringerte die Höhe der Aussichtskanzel um 20 cm, was den Fahrzeugen eine Fahrzeugbegrenzungslinie gab, die deren freizügigen Einsatz in ganz Europa ermöglichte. Die Wagen erhielten zu dieser Zeit eine auffällige Farbgebung in orange und gelb mit blauem Blitzstreifen.
Nach der Insolvenz der IAO kaufte das Reisebüro Mittelthurgau im Jahr 1982 die Fahrzeuge, ertüchtigte sie für den Einsatz mit 200 km/h und vermarktete mit ihnen Schienenkreuzfahrten unter der Marke TEE Panorama. Ihre Farbgebung zu jener Zeit orientierte sich an den TEE-Farben, jedoch mit helleren Farbtönen und roter Schürze. Dieser Einsatz diente ferner auch als Vorbild für die Beschaffung der SBB Panoramawagen in den Jahren 1991 und 1992.
1999 wurden sie an die Veolia-Tochter Tågkompaniet verkauft, die sie als AFS1 bzw. AFS2 (mit Notbremsüberbrückung) mit den Nummern 201 bis 205 bezeichnete. Die Wagen wurden weiß-grün foliert und mit großen Tierbildern versehen: Vielfraß (201), Fuchs (202), Luchs (203), Elch (204) und Bär (205). Sie verkehrten von 2000 bis 2003 zwischen Stockholm und Narvik. Wagen 201 wurde danach an TGOJ Trafik verkauft und umgebaut, wobei die Aussichtskanzel neu bestuhlt wurde und die Sitzabteile entfielen. Er wurde in dieser Zeit als P1 bezeichnet.
Dann wurden die Wagen einzeln an unterschiedliche Eigentümer veräußert:
- Nr. 10551 (in Schweden zum P1 umgebaut) kam 2013 zu Wagon Care in den Niederlanden und lief bis 2016 für den Reiseveranstalter Railpromo.[2] Der Wagen ist nach Fristablauf außer Betrieb, steht heute in Coevorden und dient gelegentlich als stationäres Restaurant.[6] Er besitzt die UIC-Wagennummer 56 80 89-80 201-7.
- Nr. 10552 übernahm der Freundeskreis Eisenbahn Köln und unterhält ihn betriebsfähig.[2] Er besitzt die Wagennummer 56 80 81-71 002-8
- Nr. 10553 wurde zunächst von der Vulkan-Eifel-Bahn Betriebsgesellschaft (VEB) übernommen. Im April 2011 kaufte ihn das Eisenbahnverkehrsunternehmen RailAdventure für 40.000 Euro, sanierte ihn in mehrjähriger Arbeit grundlegend und baute ihn dabei zu einem modernen Salonwagen um.[2] Das Fahrzeug wurde auf der InnoTrans 2012 in Berlin vorgestellt, absolvierte anschließend Testfahrten[7] und kann seit 2019 als „Luxon“ gemietet werden.[8] Er trägt die Bezeichnung SRmz 61 85 89-90 003-3.[9]
- Nr. 10554 wurde ebenfalls von der VEB übernommen, später von der AKE-Eisenbahntouristik gekauft und dort im AKE-Rheingold eingesetzt.[10] Er trägt die Bezeichnung 56 80 81-90 004-1
- Nr. 10555 übernahm die Deutsche Bahn Stiftung, Trägerin der Museen der DB AG.[2] Er steht seit Mai 2017 im Güterbahnhof Coburg, wurde restauriert und dient nun als Infozentrum.[11][12] Der Wagen ist in TEE-Farben lackiert und weist das Logo des Reisebüro Mittelthurgau auf. Wagennummer: 61 85 09-70 205-5

Betriebsfähig waren 2022 die zwei Wagen des FEK (beige/kobaltblau, ex 10552) und Railadventure (grau, „Luxon“, ex 10553). Der AKE-Wagen (ex 10554) erlitt am 14. Juli 2021 einen Wasserschaden, als die Kyll über die Ufer trat (Hochwasser in West- und Mitteleuropa 2021).

## Beschreibung
Die Fahrzeuge entstanden 1962 auf der Basis des damaligen UIC-X-Standards (heute: UIC-Z) und hatten, wie die übrigen Wagen der Serie, Klimaanlagen, goldbedampfte Fensterscheiben sowie Magnetschienenbremsen. Letztere ermöglichten – zusammen mit einer Ausnahmezulassung des Bundesverkehrsministeriums – eine Höchstgeschwindigkeit von 160 km/h statt der damals generell zulässigen 140 km/h. Die Wagen sind 26,4 Meter lang, 2825 Millimeter breit, die Dachhöhe an den Wagenenden beträgt 4050 Millimeter. Das Panoramaabteil war zunächst 4450 mm hoch, seit dem Umbau bei Apfelpfeil hat sich die Höhe auf 4270 mm reduziert. Sie sind 50 Tonnen schwer und laufen auf Drehgestellen der Bauart Minden-Deutz 36.
Die Wagen haben an beiden Enden Einstiegsplattformen mit Drehfalttüren sowie je eine Toilette. Das Mittelteil mit dem 8412 Millimeter langen Panoramaabteil ist doppelstöckig, wobei fünf Treppenstufen aufwärts und vier abwärts führen. Das verglaste Großraumabteil im Obergeschoss bietet zusammen 22 Sitzplätze in acht Sitzreihen, darunter 18 Sitze in 2+1-Anordnung – die in die jeweilige Fahrtrichtung drehbar sind – und vier nicht-drehbare Einzelsitze an den Stirnseiten des Aussichtsabteils. In der unteren Etage befindet sich ein Gepäckabteil, ein Postabteil und ein Maschinenraum. Zwischen dem Aussichtsraum und den Eingangsbereichen liegt auf der einen Seite eine Bar mit 15 Sitzplätzen, davon acht Fensterplätze in Vis-à-vis-Anordnung an Tischen, eine Vierer-Sitzbank und drei Barhocker. Diese Seite des Wagens war zwecks einfacherer Bewirtschaftung in der Regel an die Küchenseite des Speisewagens gekuppelt. Auf der anderen Seite sind zwei gewöhnliche Sechser-Abteile und ein weiteres, kleineres angeordnet, das als Zugsekretariat diente. Dort konnten mittels Zugpostfunk auch handvermittelte Telefongespräche über das A-Netz geführt werden. Im ursprünglichen Einsatz bei der Deutschen Bundesbahn waren die Aussichtsplätze nicht reservierbar. Im Faltblatt Ihr Zug-Begleiter hieß es dazu ausdrücklich:

„Bitte an die Besucher des Aussichtsabteils! 
Das Aussichtsabteil des „Rheingold“ erfreut sich allgemeiner Beliebtheit. Es steht allen Fahrgästen dieses Zuges zur Verfügung. Benutzen Sie daher die Sitzplätze bitte nicht als Dauerplätze, sondern geben Sie auch Ihren Mitreisenden die Möglichkeit, für eine kurze Weile ein einzigartiges Reisererlebnis zu genießen. 
Vielen Dank! 
Ihre Deutsche Bundesbahn“

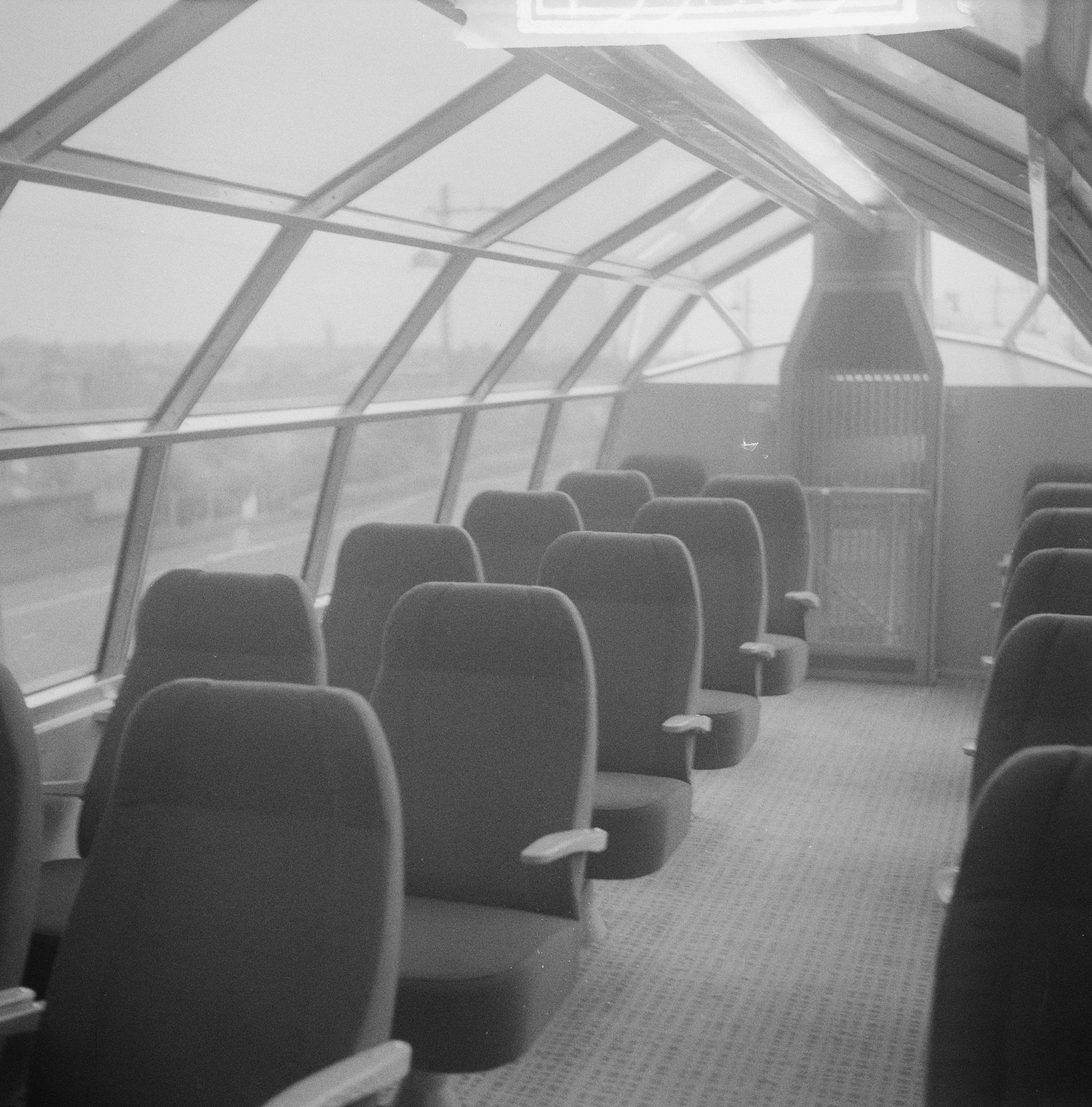
Originale Innenraumgestaltung, die Aussichtskanzel noch in ihrer ursprünglichen Höhe
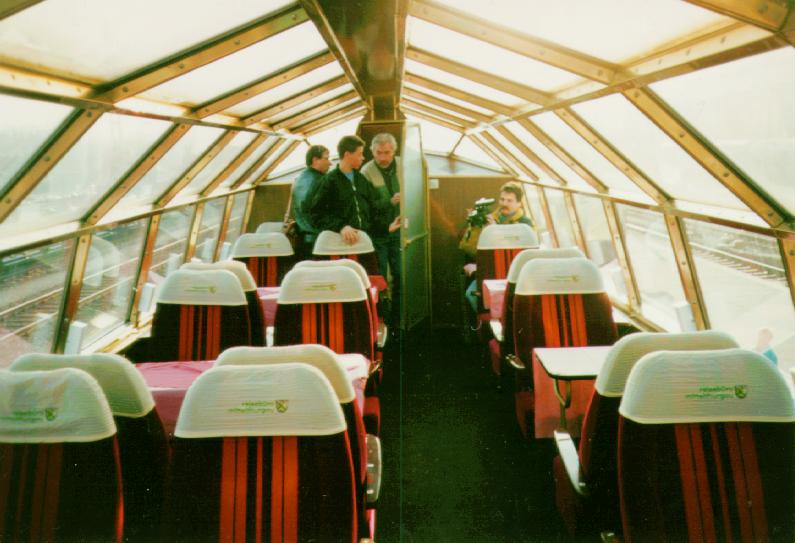
Während des Einsatzes beim Reisebüro Mittelthurgau, mit zeitgenössischem Sitzdesign aus den 1970er Jahren
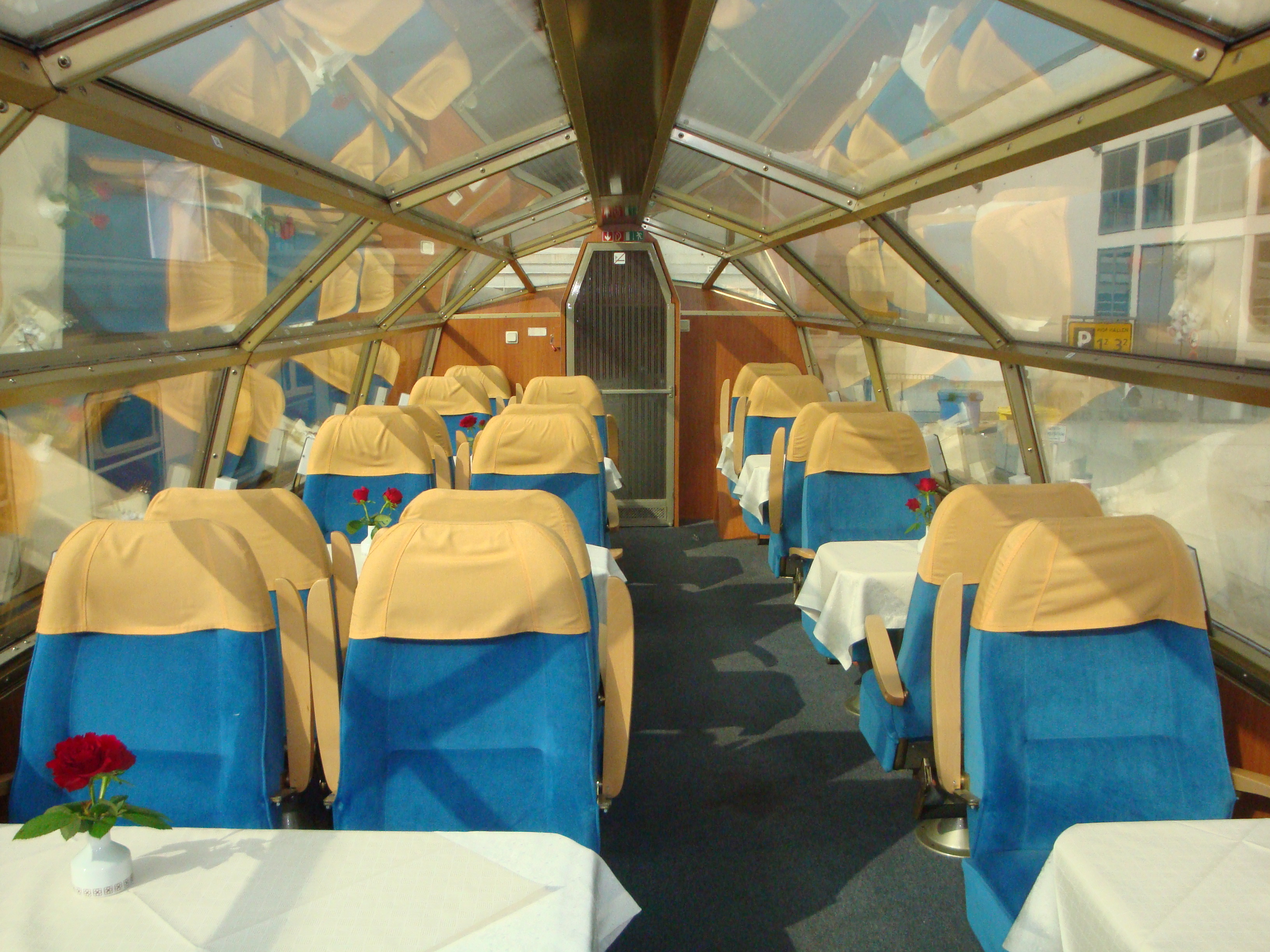
Innenraumgestaltung der AKE-Eisenbahntouristik, 2010
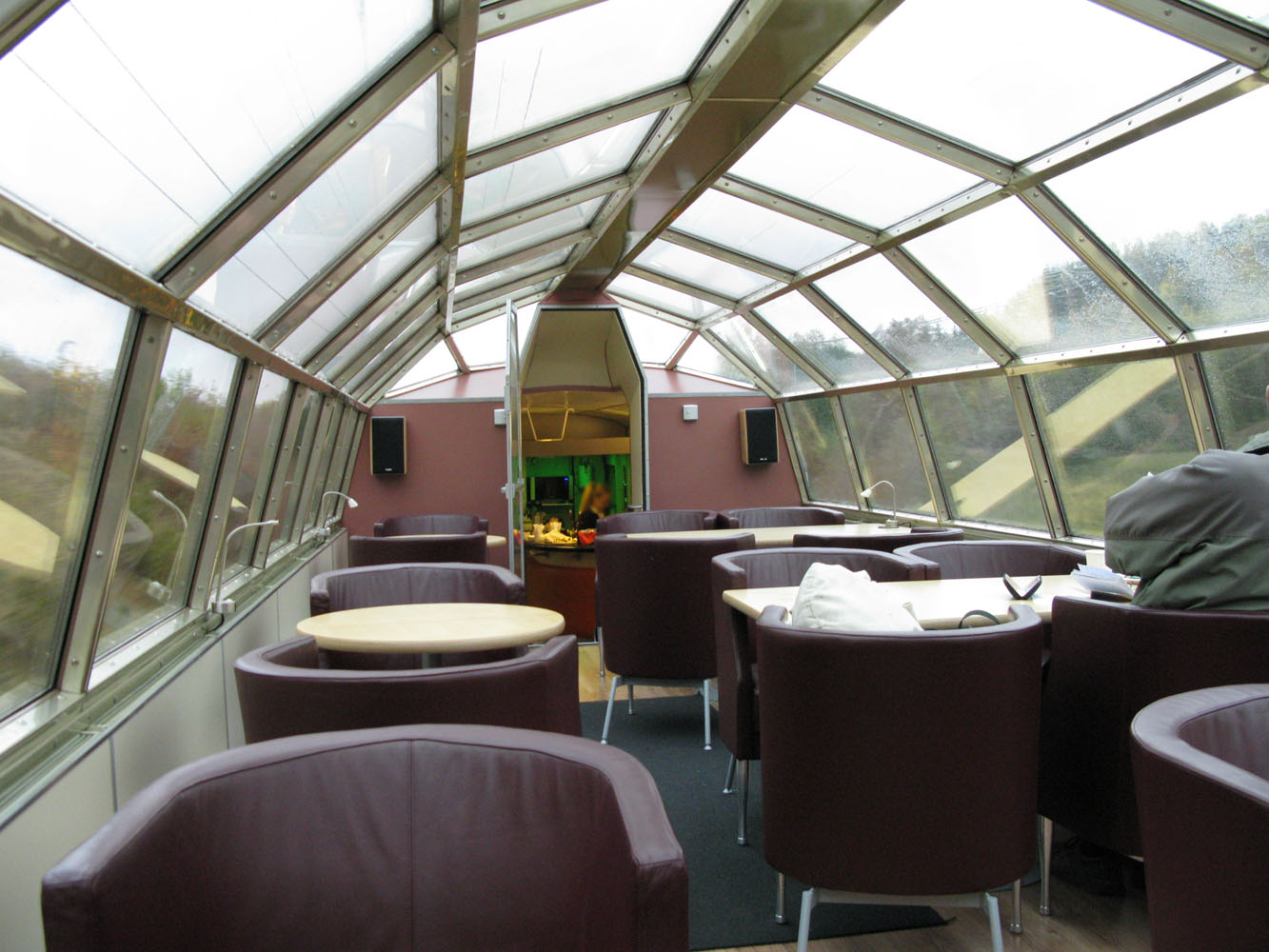
P1 während des Einsatzes in Schweden 2005 bis 2013
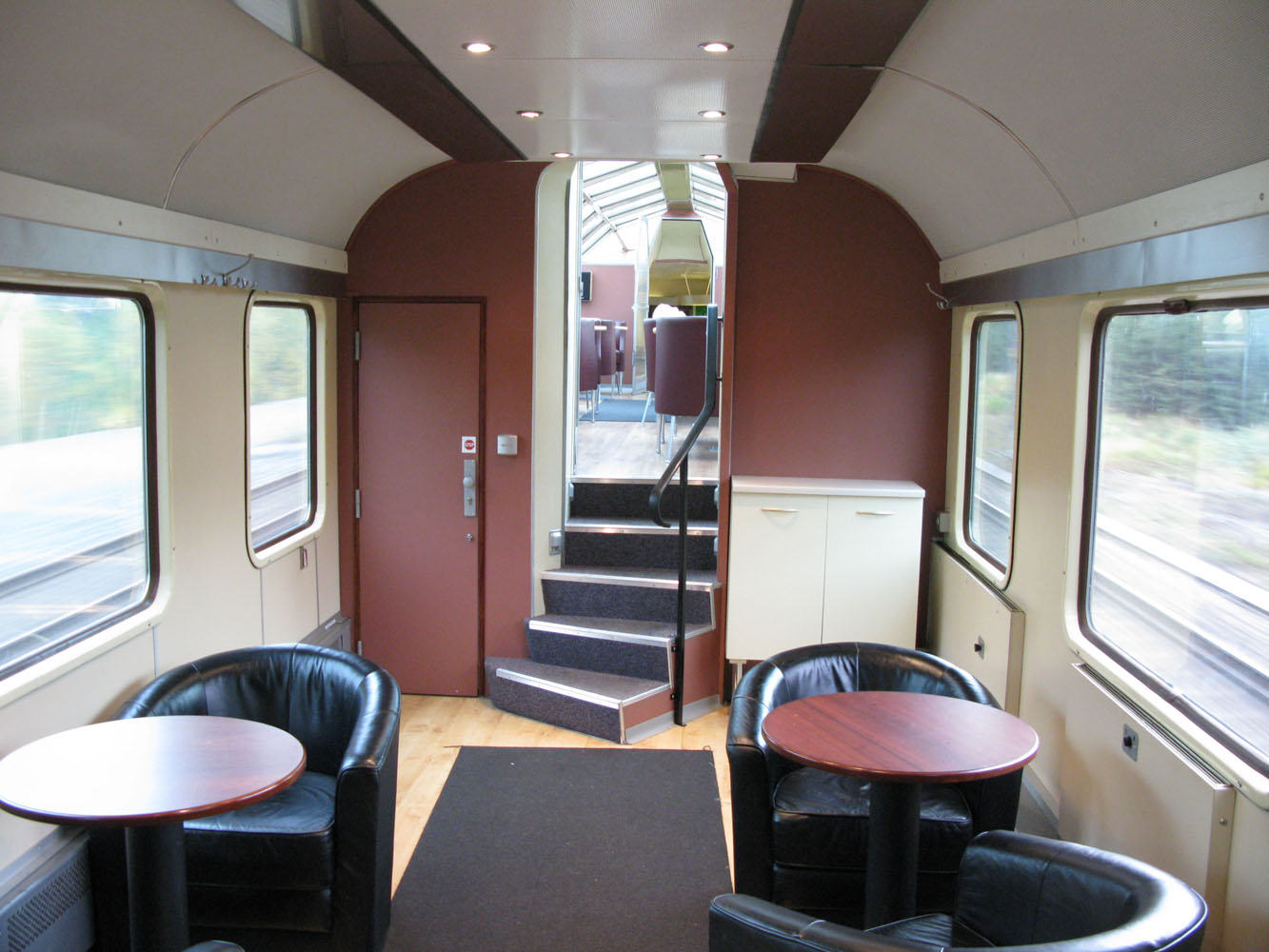
P1: Aufgang vom ehemaligen Abteilbereich ins Panoramaabteil